# 園原

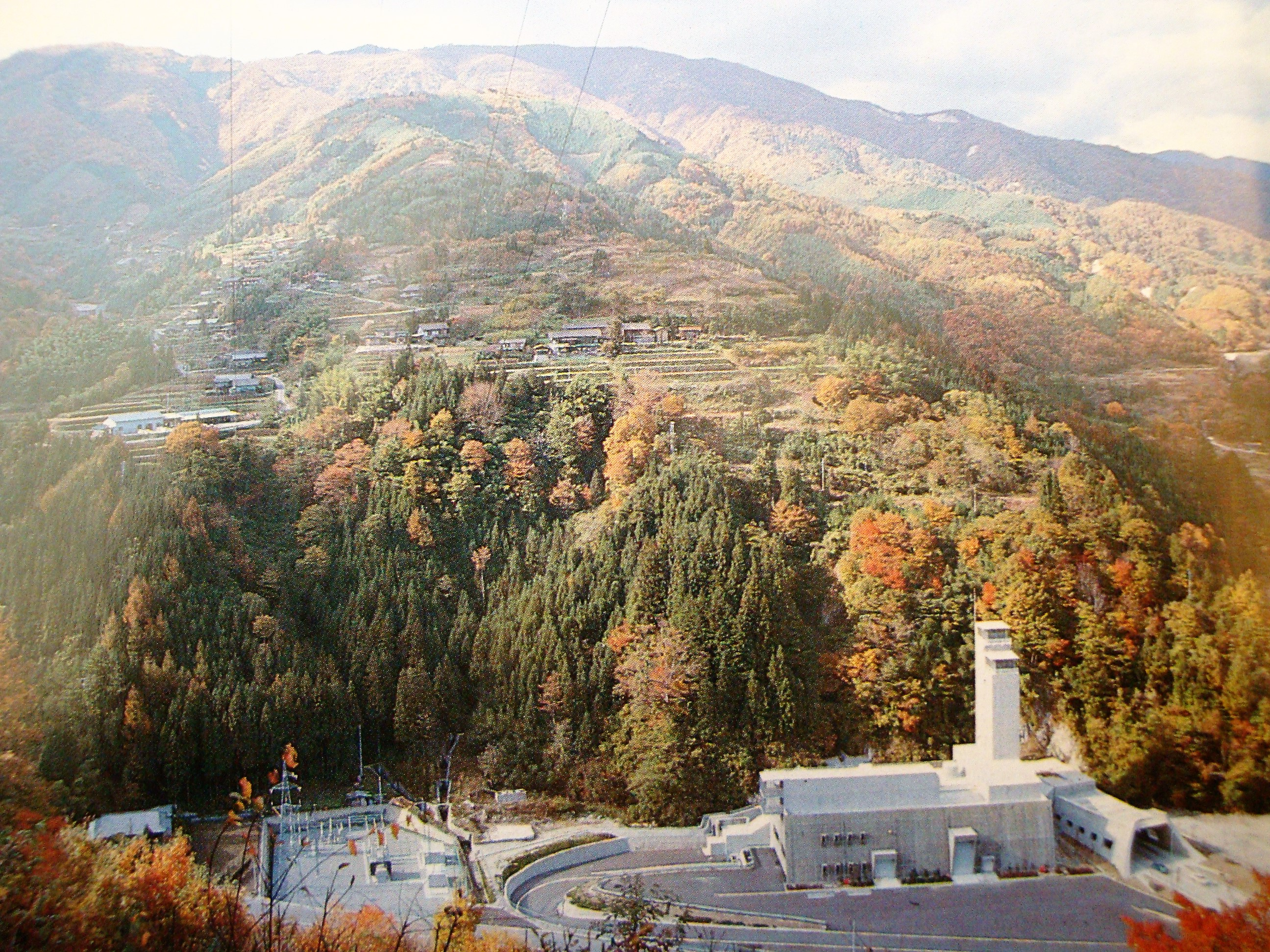
昭和58年ころの恵那山トンネル入り口と園原

園原（そのはら）は、長野県下伊那郡阿智村智里に所在する地域名。古代より中世にかけて、和歌に詠まれた歌枕の地である。長野県歌『信濃の国』の4番にて「尋ねまほしき園原や」と歌われ、長野県の名勝旧跡になっている。
現在周辺は、「東山道と古文学の里 園原」、「信濃比叡」、「花桃の里 月川温泉郷」、「日本一星空の里」等にて観光スポットになっている。

## 概要
恵那山の東山麓に位置する山里で、中央自動車道の恵那山トンネル長野県側入口にある。園原インター近辺。
園原は古代、都から出羽への官道東山道の道筋で、美濃と信濃間にある難所神坂峠(1576m)の信濃側、麓の山里である。美濃国坂本駅と信濃国阿知駅は約40km程離れていて、峻険な峠越えの旅路は、他の宿駅間の2.5倍の日程と労力を要し、旅人にとっては最大の難所であった。園原は阿知駅まで約12キロ手前に位置していて、畿内より神坂峠を越えた最初の山里。畿内と東国の境に立ちはだかる、神坂峠を行きかう旅人が命がけで越えた体験談が、当時の都人に知られるようになった。
峠を越えて、東国最初の地「園原」、旅の宿り「伏屋/布施屋」、遠方からはその姿が確認できるが、近づくと見えなくなる、「伏屋に生える帚木」等が、和歌や物語に表現され、逢うことの可否、有無の形象化に試みられた。その結果、園原とその周辺は古代、中世にかけて、古典文学(漢詩、和歌等)の創造の地となった。万葉人、百人一首の歌人、平安時代の三十六歌仙など、多数の歌人が都よりはるか遠方の山里「園原」を創造し、歌い残した。
その後、16世紀中ごろまでは神坂峠越えの東山道は機能していたが、一帯を揺るがす、天正地震（1586年）により終焉を迎えたと推定される。阿智村寺尾の園原姓の住民は園原の地域より移住した住民の子孫と伝わる。
この地域に住民が再度移住するようになったのは、江戸時代1716年であり、約130年間は無人であった。1975年（昭和50年）古代東山道の最大の難所である神坂峠の真下に、中央自動車道恵那山トンネルが開通し供用を開始した。1992年（平成4年）中央自動車道の名古屋方面のみ出入口のハーフインターチェンジ「園原インターチェンジ」が供用開始された。
2008年、園原には観光サポート施設、東山道・園原ビジターセンターはゝき木館（ははきぎかん）が開設されている。

## 地域内旧跡
- 神坂神社　園原の里より神坂峠に向かう里の上部に鎮座している。海神住吉様を祀っている。
- 帚木　和歌に詠まれた桧の銘木。大正時代に片方が折れ、1958年(昭和33年)の台風にて残りの支幹も倒れる。
- 暮白の滝　夕暮れ時、白く見える。瀧見台より南アルプスが望める。
- 駒つなぎの桜　源義経が駒をつないだと伝わる。一本桜の老木で、４月下旬に開花する。
- 月見堂　廣拯院跡と伝わる。

## 園原周辺を詠まれた古代和歌等
| 和歌                                                         | 作者                   | 掲載本       |
| ------------------------------------------------------------ | ---------------------- | ------------ |
| ちはやぶる神の御坂に幣奉り斎ふ命はおもちちがため             | 神人部子忍男           | 万葉集       |
| しなのじは今のはりみち刈りばねに足ふましなむ沓はけ我が背     | 不詳（東歌）           | 万葉集       |
| 梢のみあはと見えつつ帚木のもとをもとより知る人そなき         | 柿本 人丸              | 柿本家集     |
| 園原の山をいかてとなけくまに君もわか身もさかり過ゆく         | 大伴 家持              | 家持家集     |
| 園原や伏屋に生る帚木のありとは見えてあわぬ君かな             | 坂上 是則              | 新古今集     |
| 園原や伏屋に生る帚木のありとてゆけどあわぬ君かな             | 坂上 是則              | 古今和歌集   |
| ははき木を君か在家にこりくへてたえし煙の空に立つ名は         | 不詳                   | 元良親王御集 |
| 原は、みかの原、あしたの原、園原                             | 清少納言               | 枕草子       |
| 原は、あしたの原、粟津の原、篠原、萩原、園原                 | 清少納言               | 枕草子       |
| 帚木の心をしらて園原の道にあやなくまといぬるかな             | 紫式部 （光源氏）      | 源氏物語     |
| 数ならぬ伏屋に生る名のうさにあるにもあらす消る帚木           | 紫式部 （空蝉）        | 源氏物語     |
| そのはらやふせやにとつくかけ橋もたがためにかは我は渡しし     | 源 重之                | 重之集       |
| おろかにも思はましかは東路の伏屋といひし野辺に寝なまし       | 不詳                   | 拾遺集       |
| 園原と人もこそきけ帚木のなとか伏屋に生ひ始めけむ             | 大貳 三位              | 狭衣物語     |
| 東路の園原からは来りともあふさかまては越さしとそ思ふ         | 相模                   | 後拾遺集     |
| ゆかはこそ逢はすともあらぬ帚木のありとはかりはおとつれよかし | 馬内侍                 | 後拾遺集     |
| しなののや木賊における白露は磨ける玉とみゆるなりけり         | 三条院女蔵人左近小大君 | 新續古今集   |
| たちながら今宵は明けぬ園原やふせ屋といふもかひなかりけり     | 藤原載尹（すけただ）   | 新古今集     |
| 白雲の上より見ゆる足引の山のたかねや神坂なるらむ             | 能因 法師              | 後拾遺集     |
| よそにのみ聞きし御坂は白雲のうえまてのぼるかけじなりけり     | 橘 為仲                | 続詞歌和歌集 |
| 今ならばいなと思ひし道あれど君にあふちのせきぞうれしき       | 橘 為仲                | 橘為仲朝臣集 |
| 信濃なる園原にこそあらねとも我帚木と今はたのまん             | 平正家                 | 後拾遺集     |
| 信濃路や園原からと見る人はあふちの関はこえぬものかは         | 藤原 経衡              |              |
| 帚木のこずゑやいつこおほつかな皆園原は紅葉しにけり           | 源 師賢（もろかた）    | 金葉集       |
| みち遠み日も夕ぐれになりぬれば園原までとまちてこそゆけ       | 六条院大進             | 夫木和歌抄   |
| 園原や野かぜにしなへかるかやのしとろにのみぞみだれけるかな   | 藤原 仲實              | 仲實集       |
| 帚木はおもて伏屋と思へはや近つくままにかくれゆくらむ         | 源 俊頼                | 續千載集     |
| 山田もる木曾の伏屋に風吹けは畔つたひしてうつらおとなふ       | 源 俊頼                | 散木集       |
| 園原や伏屋に忍ふ小男鹿も帚木をさへ見えすとやなく             | 源 俊頼                | 散木集       |
| 帚木に妻や籠れるさを鹿のその原になく声ぞたえせぬ             | 藤原 為忠              | 夫木和歌抄   |
| 帚木のあらぬものゆへ吾妹子かあはぬ戀して世をつくせとや       | 藤原 基俊              | 詞花集       |
| 尋ぬれはそことも見えす帚木の有とはかりにまとひぬる哉         | 前大僧正覺實           | 新千載集     |
| よそに見し園原山の帚木もふる白雪にうつもれにけり             | 琳仁 法師              | 夫木和歌抄   |
| 園原やふせやは雪にうずもれてありとばかりに見えぬ帚木         | 滋野井実国             |              |
| 信濃路やみさかをのぼる旅人はかすみをこゆる心地こそすれ       | 智将                   |              |
| 東路やきそのみ坂をこえゆけばふままく惜しき雪のかけはし       | 藤原 盛方              | 夫木和歌抄   |
| 信濃路や木曽の御坂の小笹原分けゆく袖もかくや露けき           | 藤原 長方              | 続後撰集     |
| 木賊かる園原山の木の間よりみがきいでぬる秋の夜の月           | 源 仲正                | 夫木和歌抄   |
| 五月雨にきそのみさかをこえかねてかけじに芝の庵をぞさす       | 藤原 俊成              | 長秋詠藻     |
| 逢わざらんことをば知らで帚木の伏屋と聞きて尋ね来にけり       | 西行 法師              | 山家集       |
| 吹きのぼる木曽のみさかの谷風にこずえも知らぬ花をみるかな     | 鴨 長明                | 続古今集     |
| その原や行きては迷ふ帚木のよそめばかりの知るべだになし       | 藤原 家隆              | 壬二集       |
| 信濃なる菅の荒野はうら枯れてきそのみさかは紅葉しにけり       | 衣笠家良               | 夫木和歌抄   |
| そのはらやありとは見えしははき木の梢もかすむ春の夕暮         | 宗良親王               | 李花集       |
| まれに待つ都のつても絶えねとや木曽の神坂を雪埋むなり         | 宗良親王               | 李花集       |
| 思ひやれきそのみさかも雲とつる山のこなたの五月雨の頃         | 宗良親王               | 新葉集       |
| 忘れすよひと夜伏屋の月の影なをそのはらの旅心地して           | 宗良親王               | 千首和歌集   |
| 谷風に雲こそのぼれ信濃路やきそのみさかの夕立の空             | 千恵法師               | 新千載集     |
| かさこしの峯の吹雪もさえくれて木曽のみさかを埋む白雪         | 藤原 為重              | 新拾遺集     |

## 和歌に詠まれた主な歌枕

### 帚木
源俊頼によって書かれた歌論書『俊頼髄脳』（としよりずいのう）(1113年）によれば、
「信濃の国に園原伏屋といへる所あるに、そこに森あるを、よそにて見れば、
庭掃く帚に似たる木の梢の見ゆるが、近く寄りて見れば失せる、、、と言い伝えたる。」
顕昭によって書かれた歌学書『袖中抄』（しゅうちゅうしょう）（1187年）によれば、906年に歌合で読まれた、坂上是則の歌をひきつつ、
「美濃信濃の両国の界、園原伏屋という所にある木なり、
遠くて見れば、帚木を立てたる様にて立り、近くて見れば、それに似たる木もなし。」
園原や伏屋に生える帚木のありとて行けどあわぬ君かな 坂上是則

### 木賊
シダ植物。砥石草ともよばれる。園原周辺に自生。木製品などの磨き等に使用される。
木賊かる園原山の木の間よりみがきいでぬる秋の夜の月 源 仲正
謡曲 　『木賊』世阿弥の作品。　園原山を舞台に、行方不明になったわが子の消息を尋ねながら、信濃伏屋の里で、木賊を刈る翁をかいた構成となっている。
京都祇園祭に登場する舁山（かきやま）の一つ、『木賊山』は謡曲『木賊』に由来している。　　　　　　　　　

### 神坂峠
古代東山道の最大難所、標高1576メートルの峠。
都と東国との境界をなす存在観があり、峠にたつと、旅人のそれぞれの思いをめぐらせるに十分なものがある。
古代祭祀遺跡として、峠の平坦部分より、石製模造品等、多数が発掘されている。遺跡は1972年に全国初の峠祭祀遺跡として長野県史跡に指定され、1981年に国史跡に指定された。

### 伏屋/布施屋
「叡山大師伝」によると伝教大師（最澄）も「神坂峠」を越え（817年）、難行苦行の実体験に基づき、往還無宿を憂いつつ、救済のため、信濃側に「広拯院」
美濃側に「広済院」の二院を敷設すると記載があり。この二院が貧素な旅の宿り伏屋（布施屋）として言い伝えられた。
この事実より、平成12年（2000年）伝教大師遺構施設として、「広拯院」一帯を「信濃比叡」称号を叡山座主より賜った。

## 石碑(文学碑等)
- 園原碑

碑文の内容は園原の里の来歴をやまと詞で刻んであり、題字は東久世通禧、碑文は角田忠行で富岡百錬が揮毫。
明治34年(1901年）、地元園原の熊谷直一が発起人となり建立した。
| 園原碑 |
| --- |
| 正二位 勲一等伯爵 東久世通禧 篆額 |
| 眞篶刈信濃國伊那郡園原能里波端垣乃久伎昔仁開氣千早振神代爾志天波八意思兼神能御子天表春之命天降着給比奴阿智神社川合陵等叙其靈跡奈留現身乃人王登成天波景行天皇能皇子倭建命巡行志弖御坂神袁言向給比奴神坂能社在留波其遺蹟爾奈牟斯自夙廼官道奈禮婆自然都人乃往来多加理之故爾萬葉集仁毛神乃御坂登詠美又園原伏屋箒木等毛古人能歌詞仁見衣天國風登共爾其聞世仁高久將紫女波物語乃卷名仁左反負世多利伎斯名所多在留地奈留仁甞久岐蘇路開計志以後清内路大平等乃支道母漸漸爾多久成來弖此所乎往反人甚稀稀奈禮婆遂仁波斯在名所乃消滅牟事袁太久慨美比地乃篤志者等相議里弖其由乎碑文仁貽之後世仁傳反或者好古忠人乃導爾母登天其梗慨乎如此奈舞 |
| 熱田神宮宮司 従五位 角田 忠行 撰 |
| 正七位 富岡 百錬 書 |

### 碑文の訓読
みすずかる信濃国伊奈郡園原の里は、みず垣の久しき昔に開け、ちはやふる神代にしては、八意思兼神の御子天表春之命あもりつき給いぬ。阿智神社川合の陵などはその御跡なる。うつしみの人王となりては、景行天皇の皇子倭建命いでまして、御坂の神を言向け給いぬ。神坂の社あるはその遺蹟になむ。かくはやくよりの官道なれば、自然都人の往来もおおかりしゆえに、万葉集にも神の御坂と詠み、また園原、伏屋、帚木等もいにしえ人の歌詞にもみえて、くにぶりと共にその聞こえ世に高く、また紫のとじは物語の巻の名にさえ負わせたりき。かく名所多くある地なるに、かって久しく岐蘇路開けし以後、清内路、大平などの枝道もようように多くなりきて、ここをゆきかえる人　いとまれなれば、ついにはかくある名所の消え滅びむことをいたくうれたみ、この地の志あつき者たち相はかりてその由を碑文にのこし、のちの世に伝えあるいはいにしえを好むまめびとの導きにもと、そのあらましをかくの如くになむ。
- 渉信濃坂詩碑

弘仁５年(814年)に成立の勅撰漢詩集「凌雲集」に掲載、作者　坂上今継。揮毫　　黒坂周平。
| 渉信濃坂                                    |
| ------------------------------------------- |
| 積石千重峻 危途九折分 人迷邊地雪 馬躡半天雲 |
| 岩冷花難笑 渓深景易曛 郷関何處在 客思轉紛紛 |
| 周平書                                      |

信濃坂を渉る
積石はせんちょうけわしく  みちあやううして九折に分かる  人は迷う辺地の雪  馬はふむ半天の雲
岩冷ややかに花咲き難く  たに深くしてひくれやすし  きょうかんいずこにかある  かくしうたたふんぶん
- 万葉集　防人歌碑

万葉集　巻20　歌番号4402　　天平勝宝7歳（755年）　　防人　神入部子忍男。
| 萬葉集                                                         |
| -------------------------------------------------------------- |
| 知波夜布留賀美乃美佐賀爾怒佐麻都里伊波負伊能知波意毛知知我多米 |
| 主帳 埴科郡 神人部子忍男                                       |

ちはやふるかみのみさかにぬさまつりいはふいのちはおもちちがため
- 万葉集　東歌碑

　万葉集　巻14　歌番号3399。　揮毫　　犬養孝　平成6年(1994年)建立。
| 信濃道者伊麻能波里美知可里婆祢尓安思布麻之牟奈久都波気和我世 |
| ------------------------------------------------------------ |
| 孝書                                                         |

しなのじはいまのはりみちかりばねにあしふましむなくつはけわがせ
- 坂上是則歌碑

新古今和歌集　巻11　恋歌1　歌番号997　　坂上是則。揮毫　　塚田嶺山
| 園原や伏屋に生ふる帚木の阿里登者みえてあはぬ君哉 |
| ------------------------------------------------ |
| 嶺山書                                           |

そのはらやふせやにおふるははきぎのありとはみえてあはぬきみかな
- 源氏物語帚木の歌碑

源氏物語　第2帖　帚木　　紫式部。揮毫　矢澤玉苑
| 源氏物語                                                    |
| ----------------------------------------------------------- |
| 帚木の心を知らで園原の道にあやなく惑いぬるかな 光源氏       |
| 数ならぬ伏屋に生ふる名の憂さにあるにもあらず消ゆる帚木 空蝉 |
| 玉苑                                                        |

- 宗良親王　歌碑

李花集　宗良親王。揮毫　原隆夫
| 李花集                                                                                   |
| ---------------------------------------------------------------------------------------- |
| 信濃国いなの山里にしばしばすみ待りしに雪いみじうふりつもりて道行きぶりもたえはてにしかば |
| まれに待つ都のつても絶えねとや木曽乃神坂を雪埋むなり                                     |
| 隆夫書                                                                                   |

- 源仲正　名月歌碑

夫木和歌抄　源仲正。揮毫　北原阿智之助　明治35年(1902年)熊谷直一建立。
| 木賊加類楚能波良山能古乃間与利三加連以川留安幾乃夜能月 源仲正 |
| ------------------------------------------------------------- |

とくさかるそのはらやまのこのまよりみがかれいつるあきのよのつき

## 画像

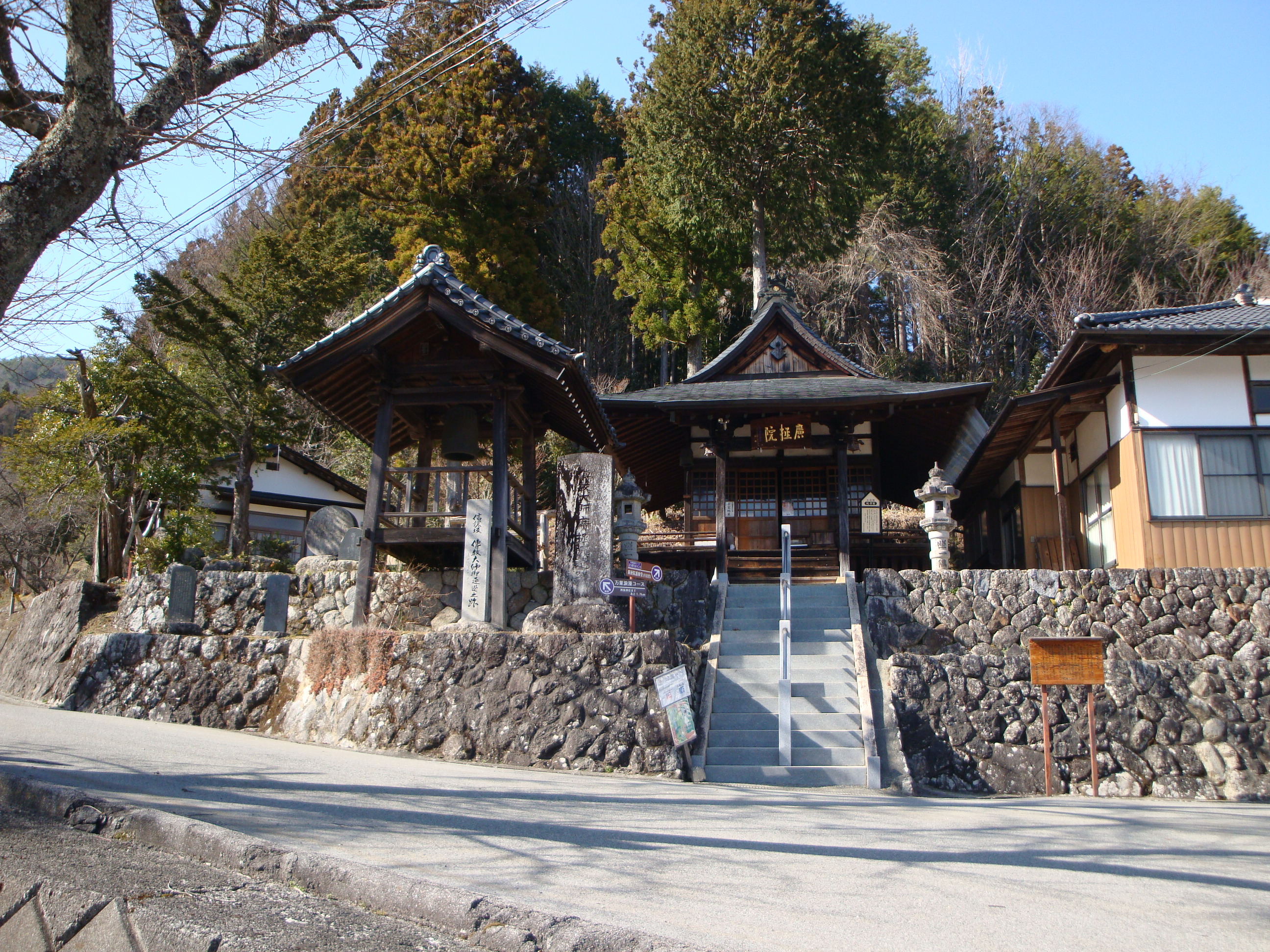
月見堂（廣拯院跡）
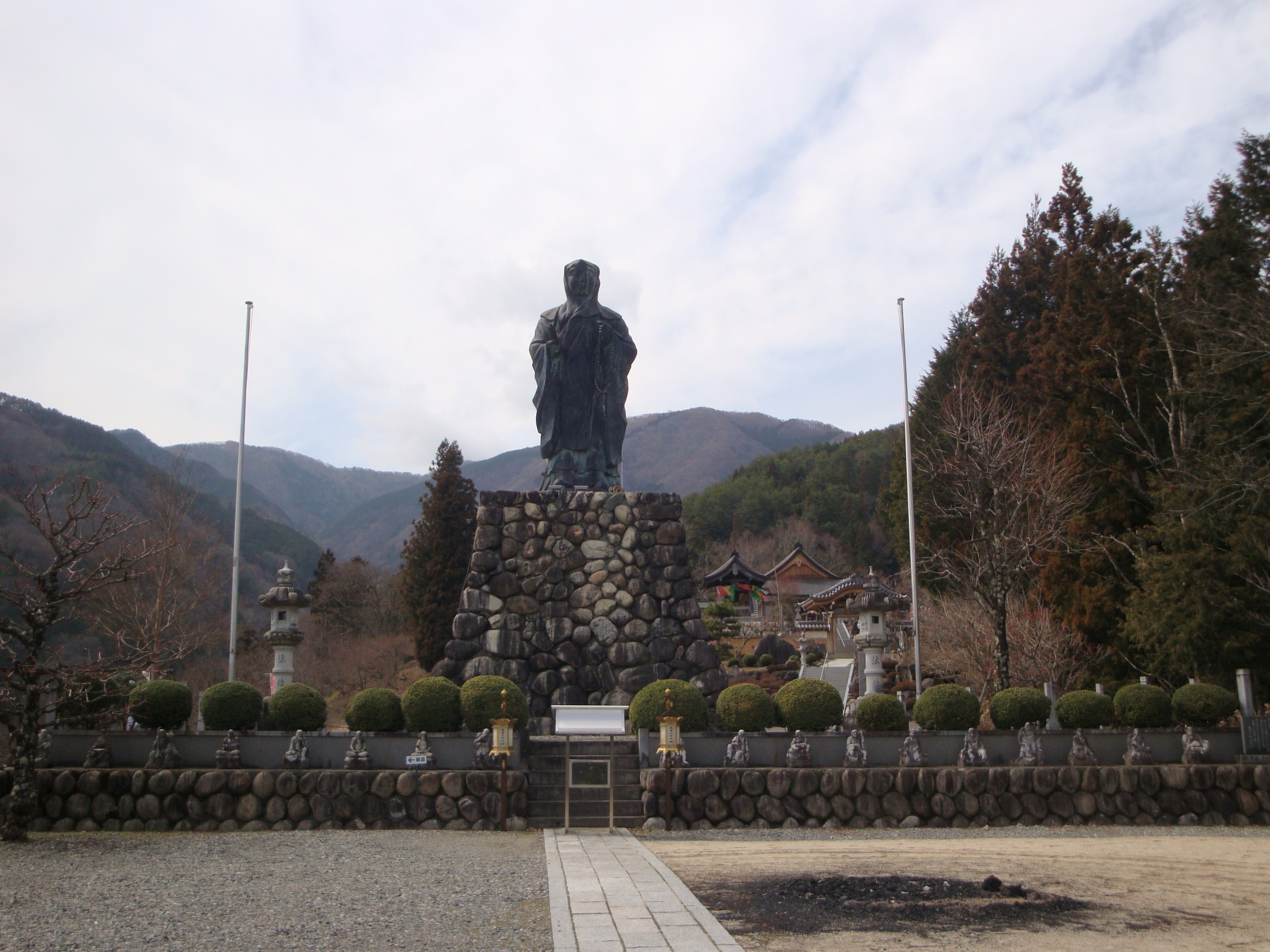
最澄像と信濃比叡根本中堂
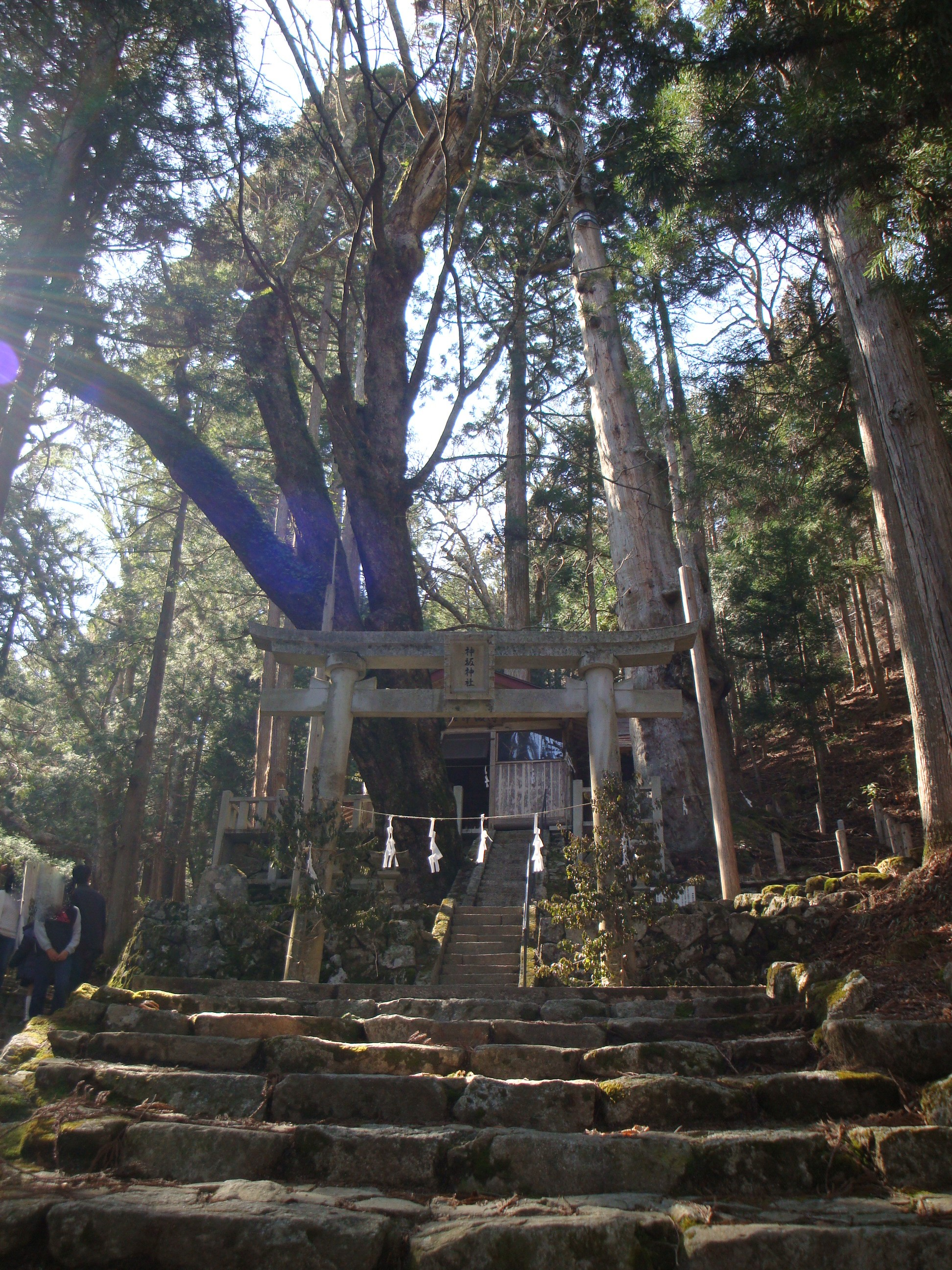
神坂神社
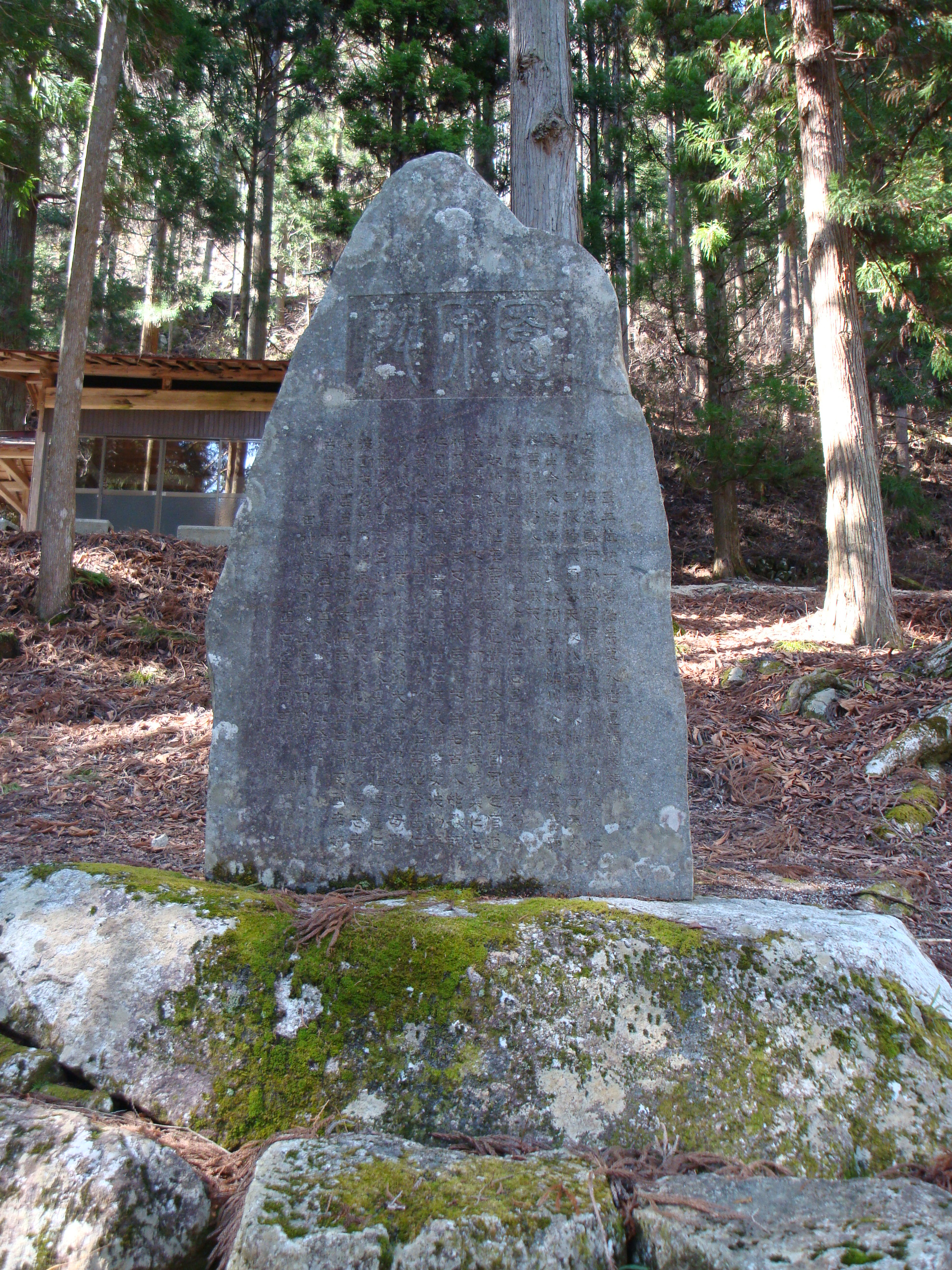
園原碑
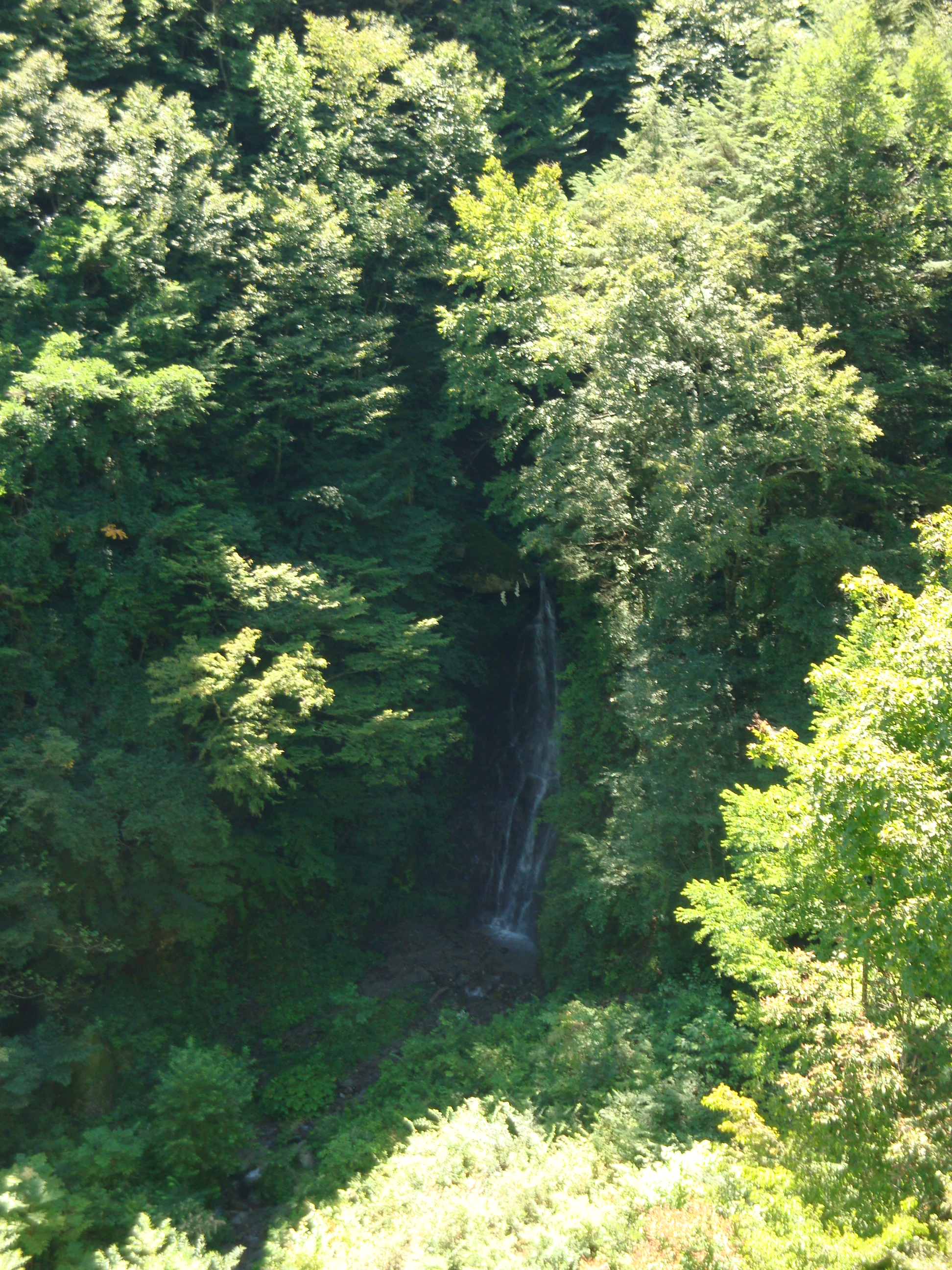
暮白の滝
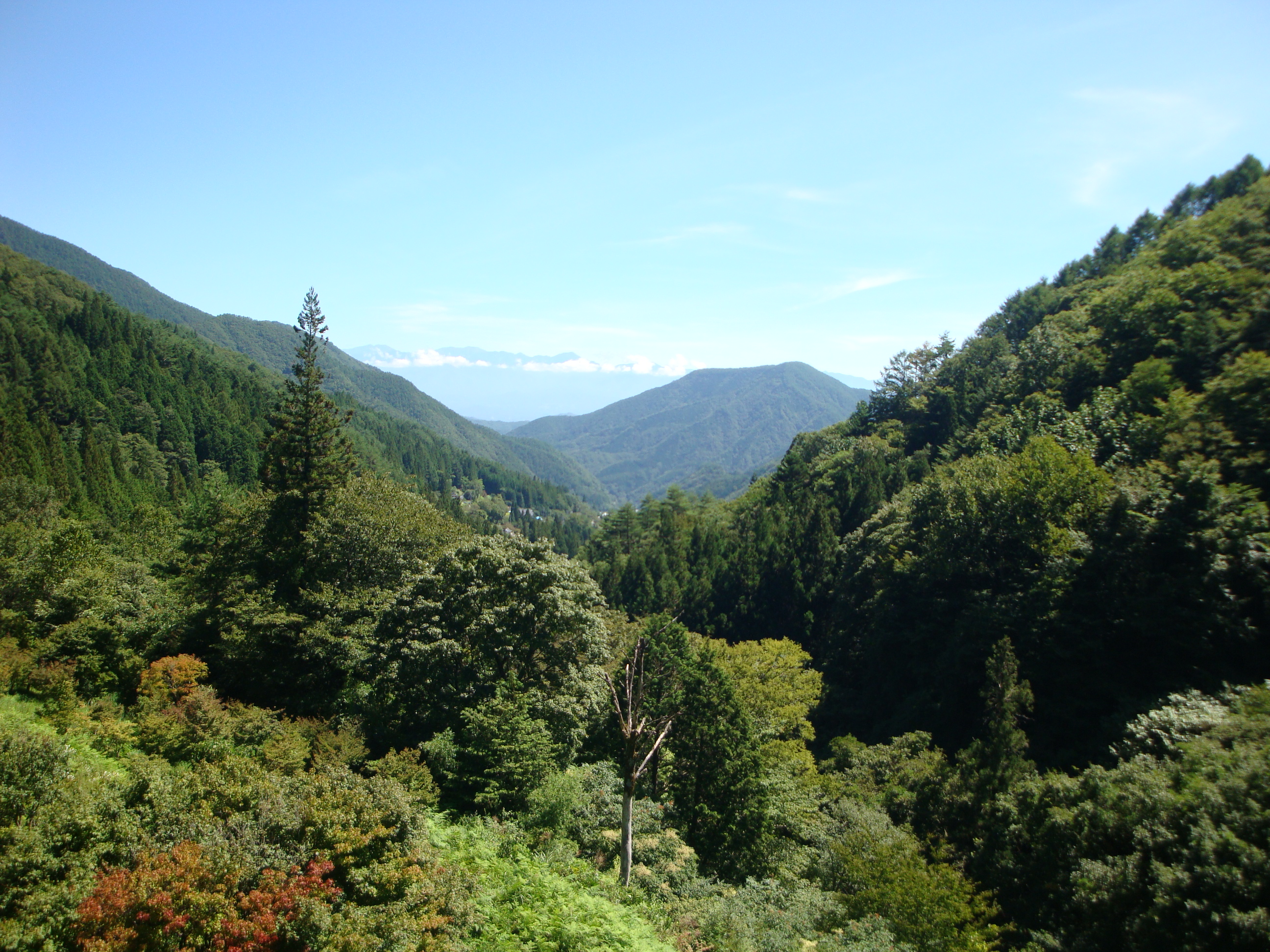
暮白の滝駐車場より南アルプス遠望
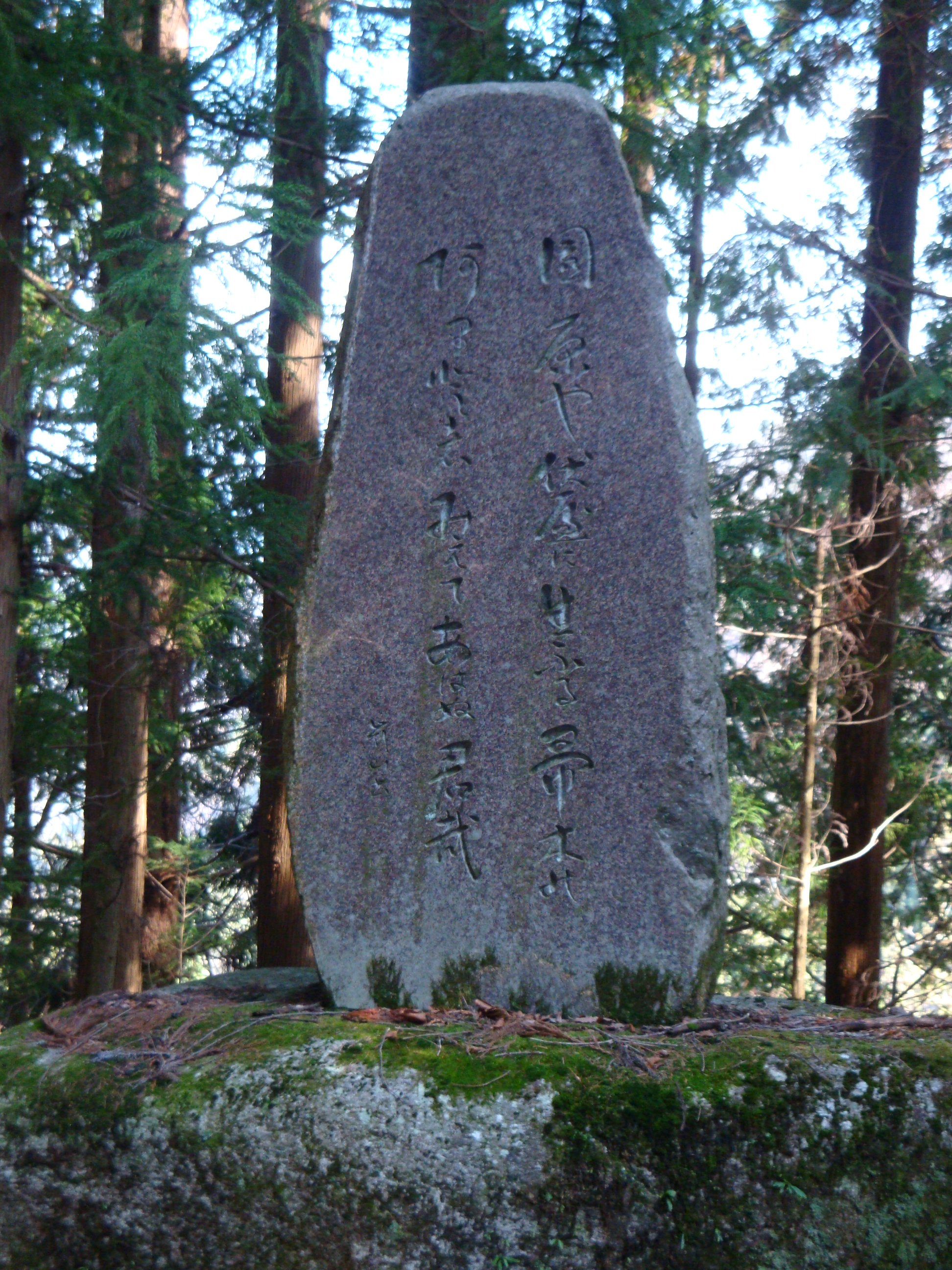
坂上是則　歌碑
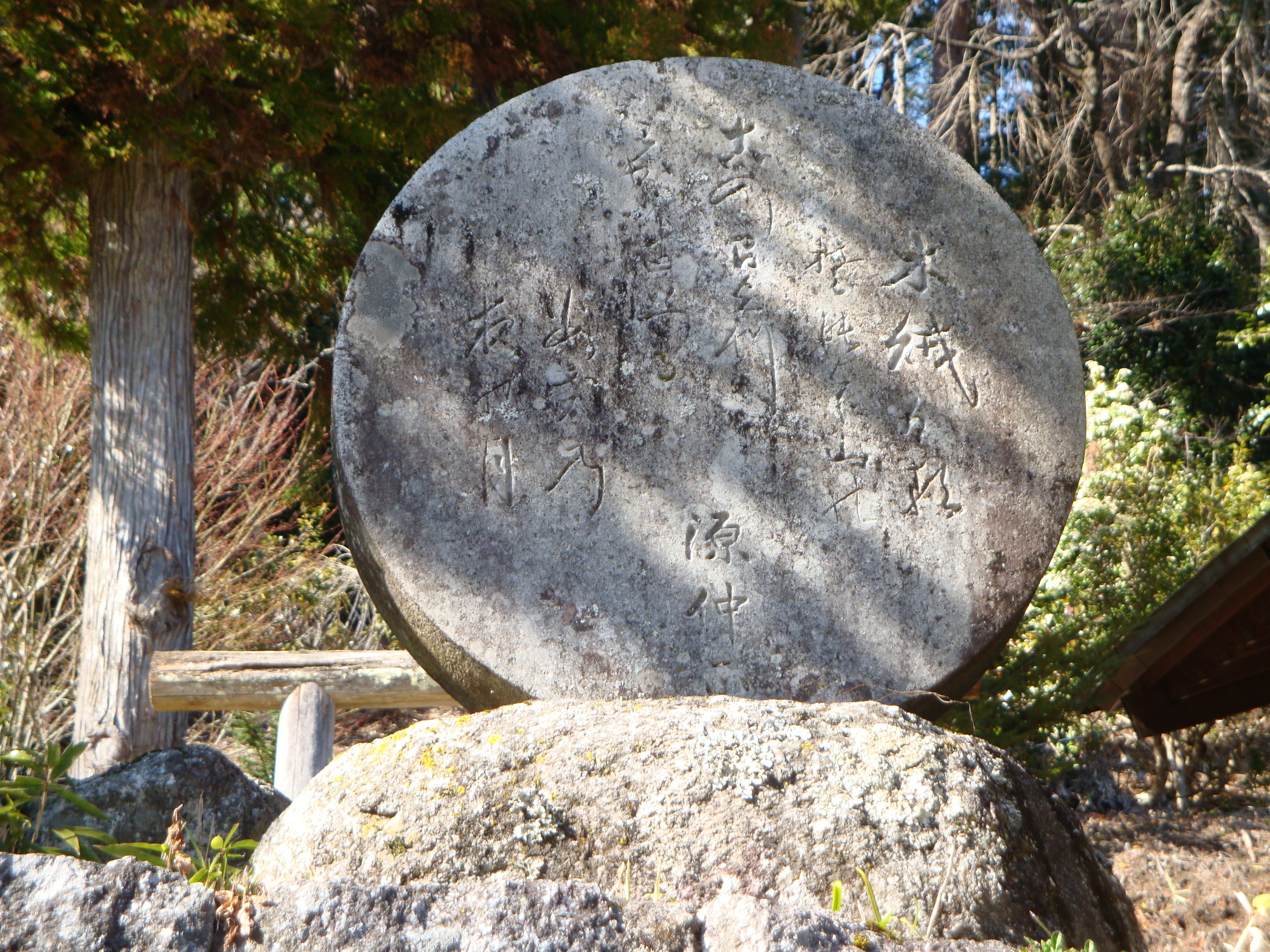
源仲正歌碑
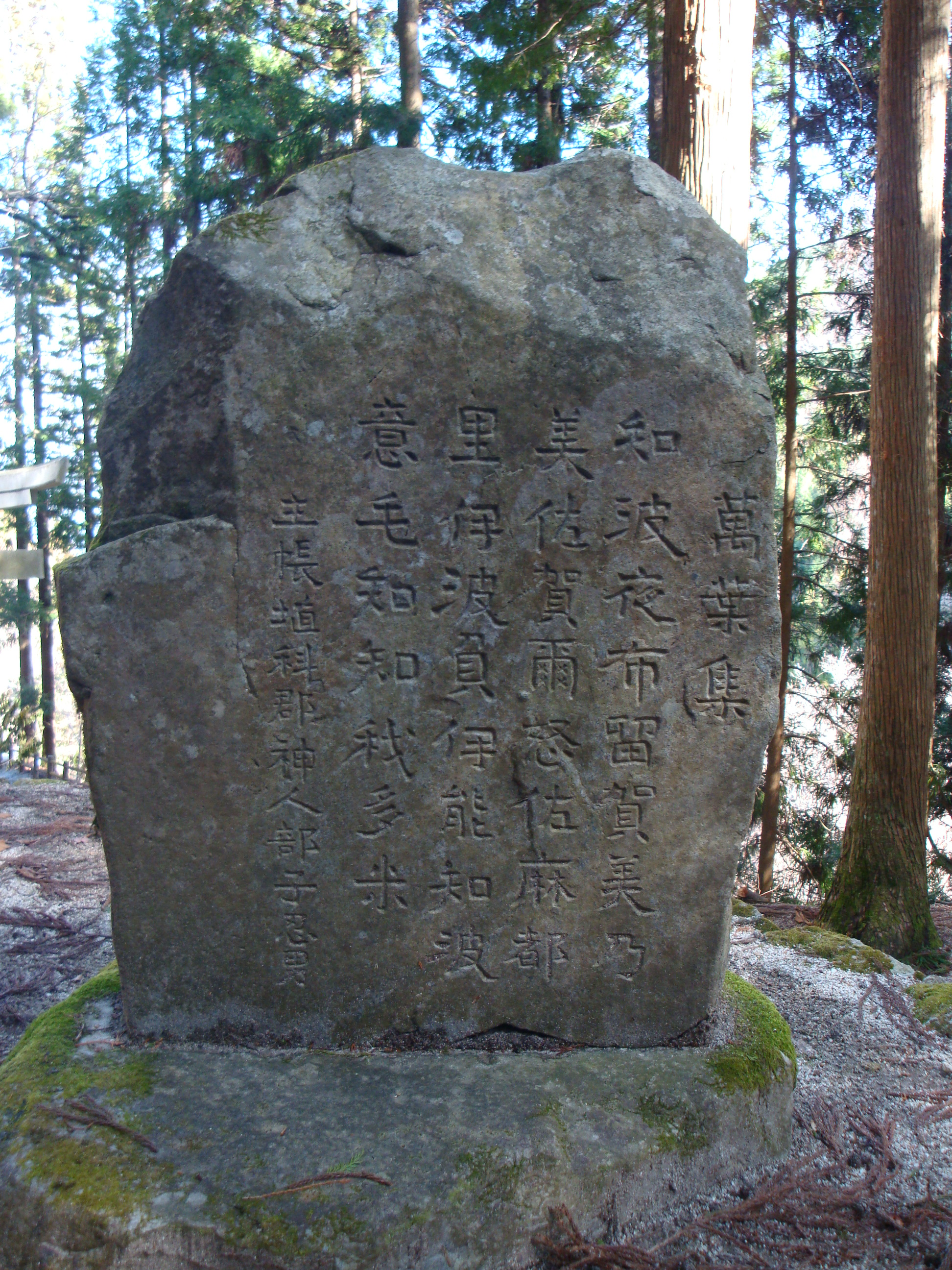
万葉集防人の歌碑
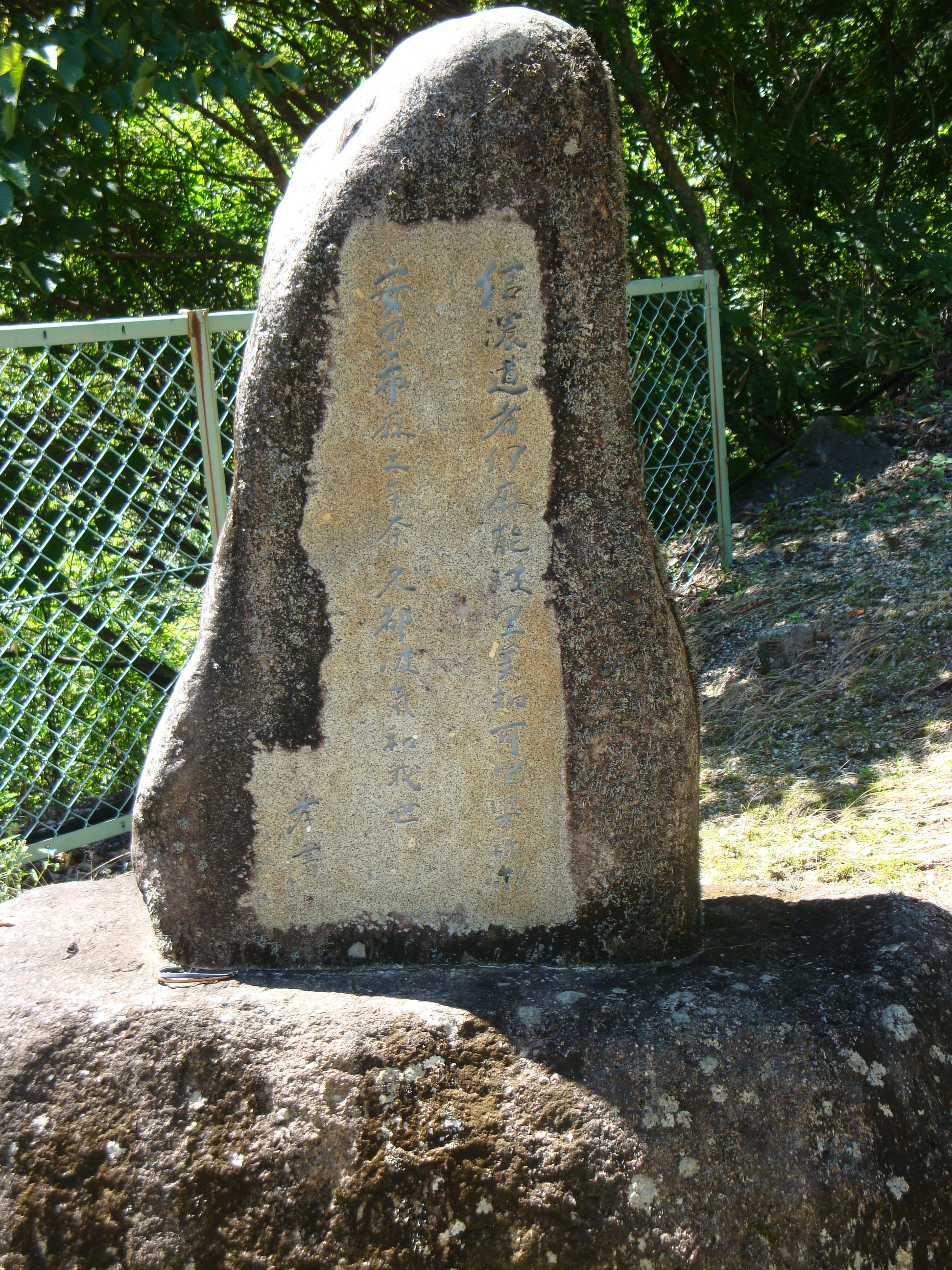
万葉集東歌の碑
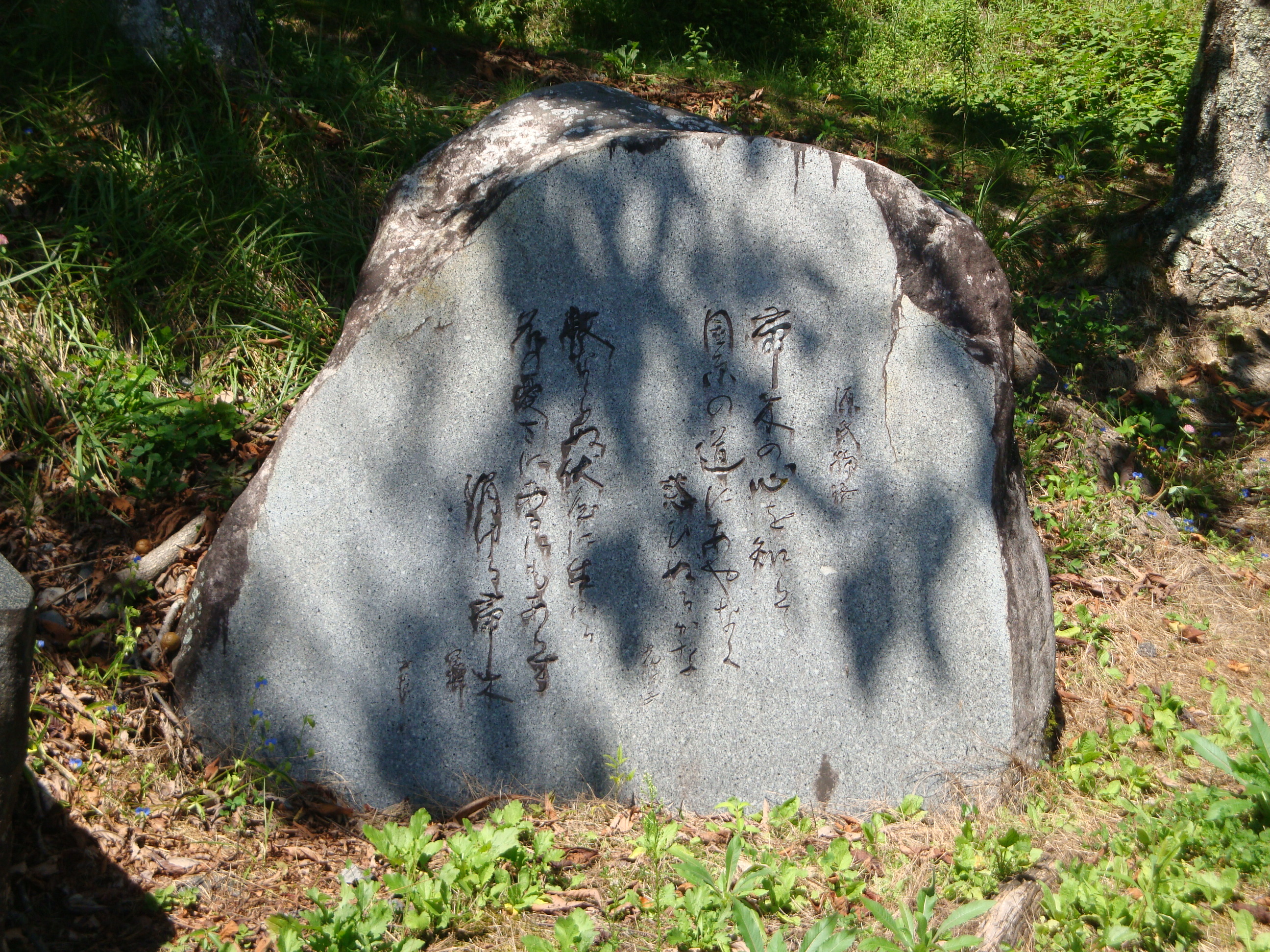
源氏物語の歌碑
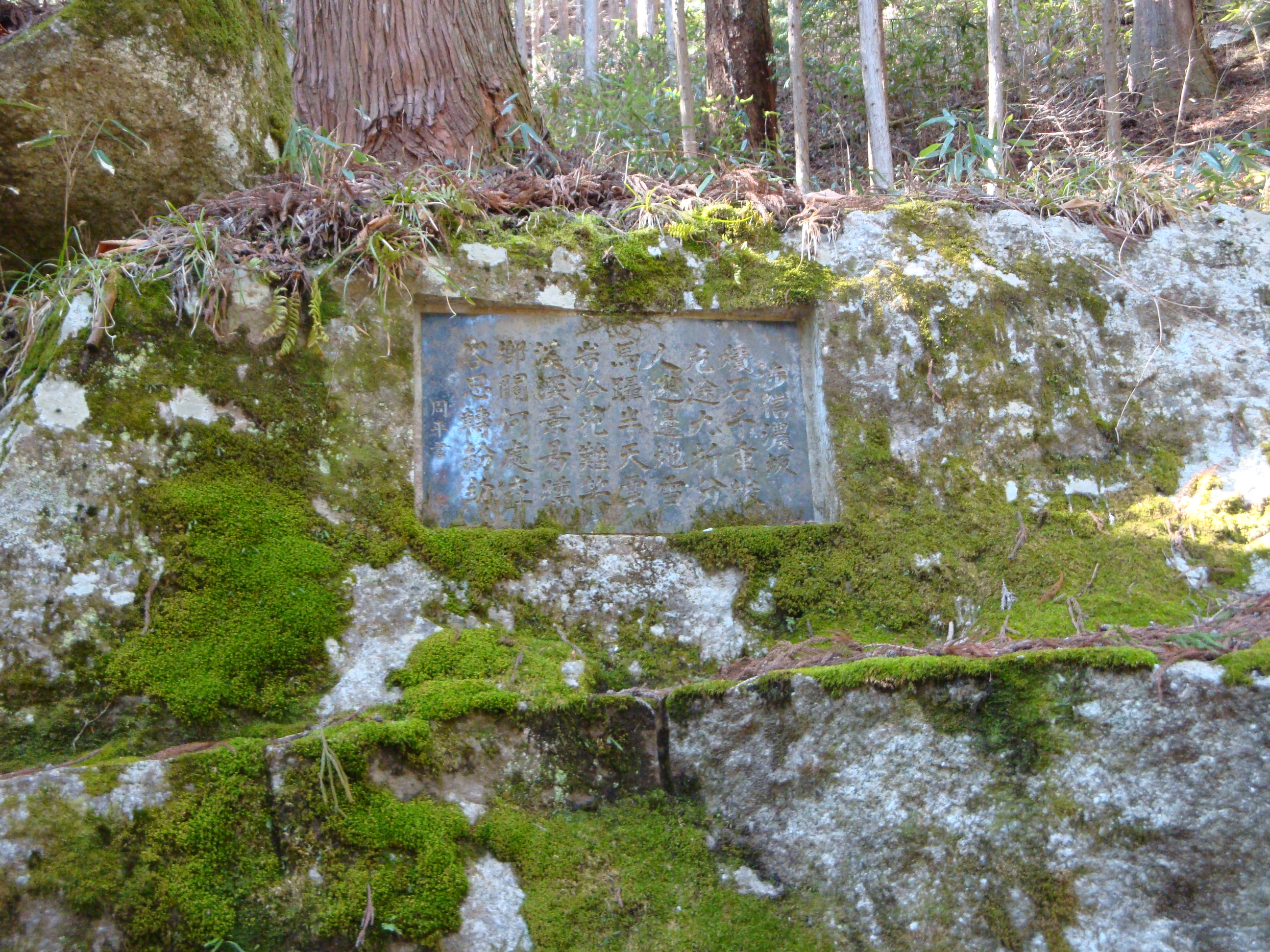
渉信濃坂詩碑　坂上今継
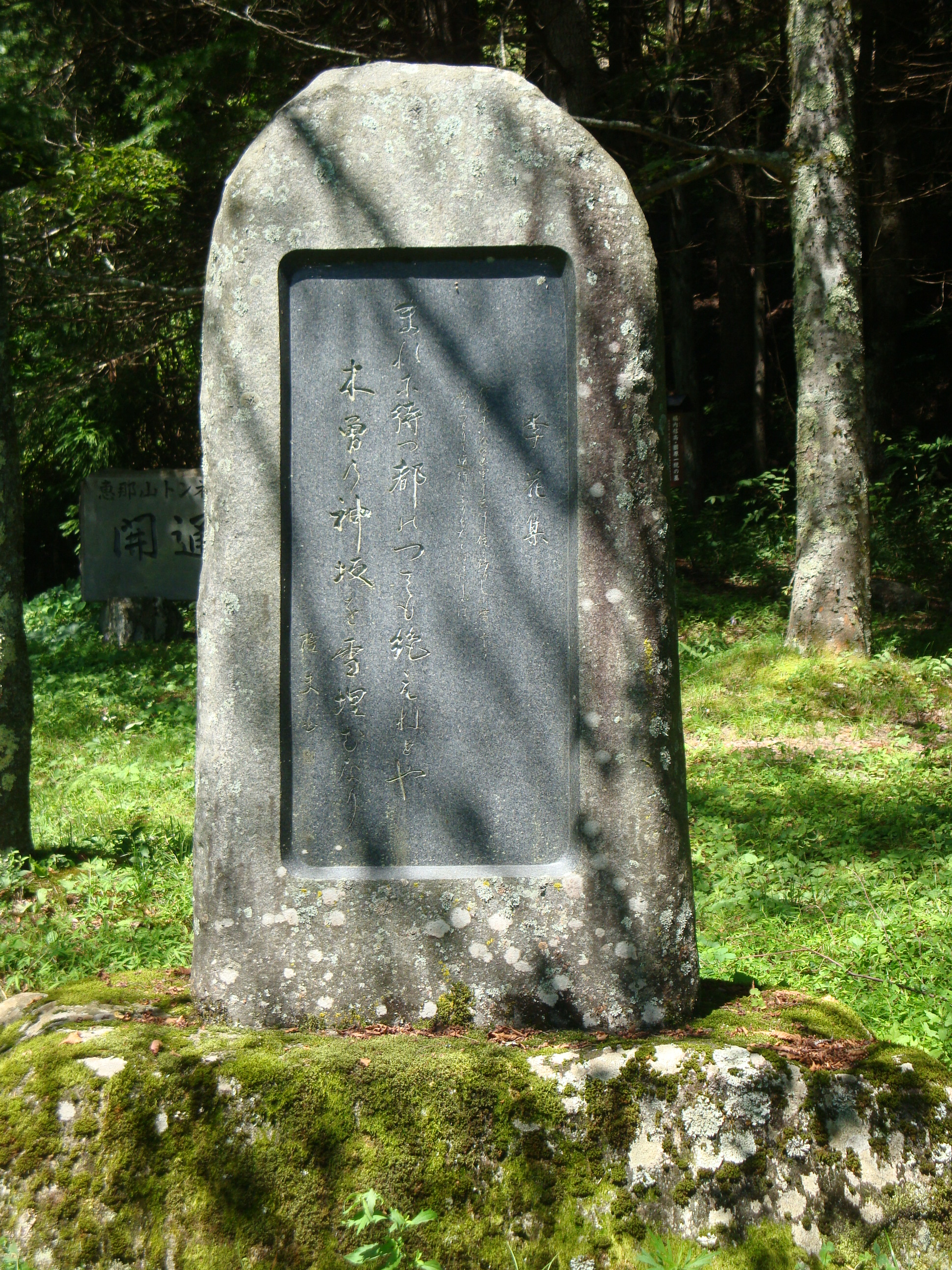
宗良親王歌碑